# Ohradzany
Ohradzany (ungarisch Göröginye) ist eine Gemeinde im Osten der Slowakei mit 614 Einwohnern (Stand 31. Dezember 2024), die zum Okres Humenné, einem Kreis des Prešovský kraj, gehört. Sie ist Teil der traditionellen Landschaft Zemplín.

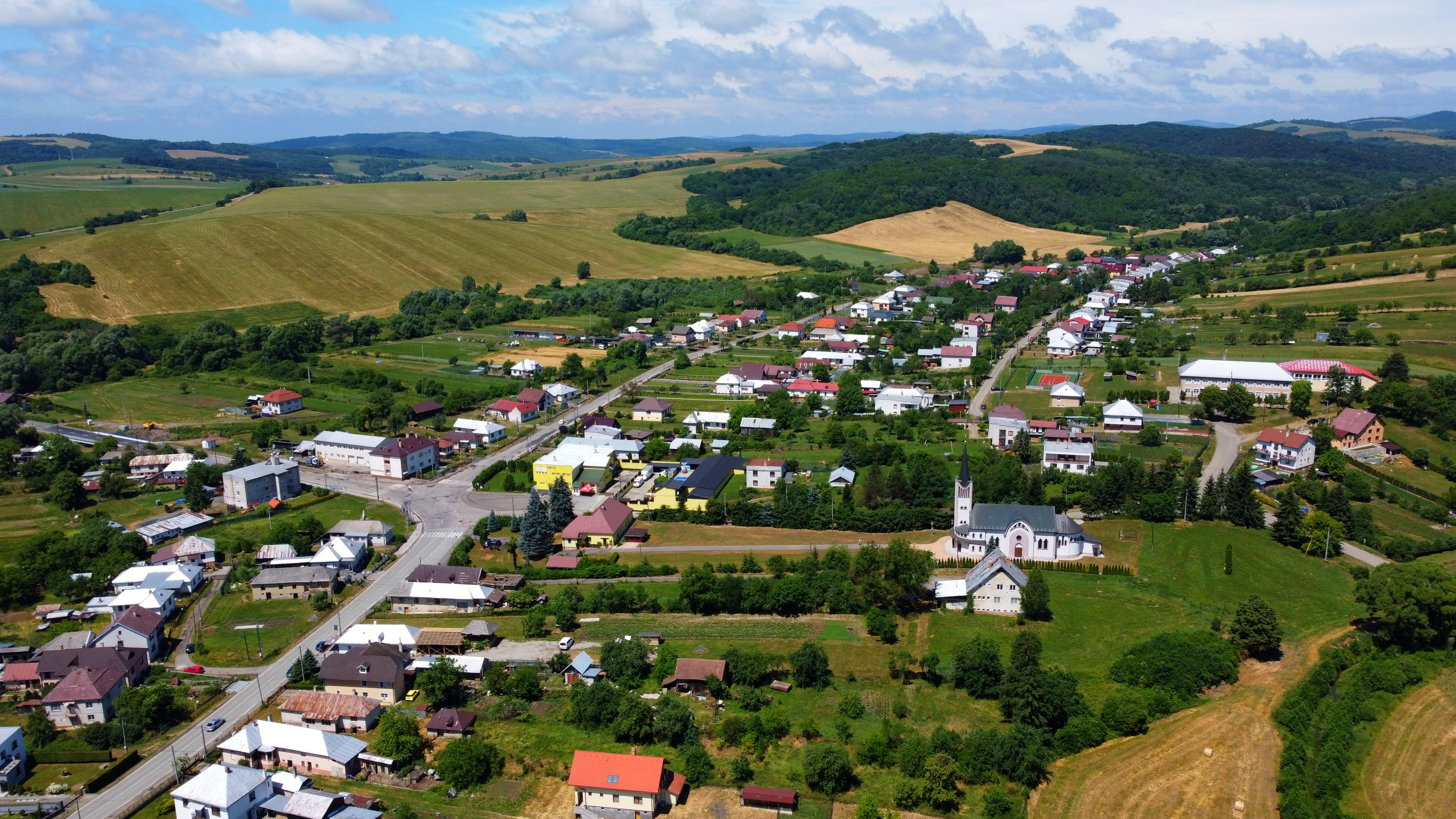
Blick zum Ort

## Geographie
Die Gemeinde befindet sich im Südteil der Niederen Beskiden, genauer noch im Bergland Ondavská vrchovina, im Tal der Ondavka (auch Ondavica). Das Ortszentrum liegt auf einer Höhe von 171 m n.m. und ist zehn Kilometer von Humenné entfernt.
Nachbargemeinden sind Baškovce im Norden, Sopkovce im Osten, Slovenská Volová im Süden, Karná im Südwesten und Víťazovce im Nordwesten.

## Geschichte
Ohradzany wurde zum ersten Mal 1317 als Geregynne schriftlich erwähnt. Es gehörte zum Herrschaftsgut von Humenné, im 17. Jahrhundert war das Dorf Besitz des Geschlechts Csáky. 1557 standen im Dorf insgesamt achteinhalb Porta. Bis 1787 fanden in Ohradzany regelmäßige Samstagsmärkte statt. Im 19. Jahrhundert besaßen Geschlechter wie Mariássy und Andrássy Güter im Ort. 1828 zählte man 76 Häuser und 571 Einwohner, die als Forst- und Landwirte beschäftigt waren. Die erste Schule wurde im Jahr 1886 errichtet.
Bis 1918/1919 gehörte der im Komitat Semplin liegende Ort zum Königreich Ungarn und kam danach zur Tschechoslowakei beziehungsweise heute Slowakei. 1940 brach ein Feuer aus, das zwei Drittel des Ortes beschädigte.

## Bevölkerung
| Jahr                | 1994 | 2004    | 2014    | 2024    |
| ------------------- | ---- | ------- | ------- | ------- |
| Anzahl der Personen | 594  | 619     | 643     | 614     |
| Unterschied         |      | +4,20 % | +3,87 % | −4,51 % |

| Jahr                | 2023 | 2024    |
| ------------------- | ---- | ------- |
| Anzahl der Personen | 615  | 614     |
| Unterschied         |      | −0,16 % |

Nach der Volkszählung 2011 wohnten in Ohradzany 640 Einwohner, davon 625 Slowaken, fünf Russinen und vier Tschechen. Sechs Einwohner machten keine Angabe zur Ethnie.
607 Einwohner bekannten sich zur römisch-katholischen Kirche, 19 Einwohner zur griechisch-katholischen Kirche, vier Einwohner zur orthodoxen Kirche und zwei Einwohner zur Pfingstbewegung. Ein Einwohner war konfessionslos und bei sieben Einwohnern wurde die Konfession nicht ermittelt.

## Bauwerke
- römisch-katholische Kirche aus dem Jahr 1939

## Söhne und Töchter der Gemeinde
- Alojz Tkáč (1934–2023), römisch-katholischer Erzbischof von Košice